# Dasophrys coetzeei
Dasophrys coetzeei är en tvåvingeart som beskrevs av Jason Gilbert Hayden Londt 1985. Dasophrys coetzeei ingår i släktet Dasophrys och familjen rovflugor.
Artens utbredningsområde är Namibia. Inga underarter finns listade i Catalogue of Life.